# Підвисоцький Валеріан Осипович
Валеріан Осипович Підвисоцький (24 грудня 1821 [5 січня 1822], Київська губернія — 3 [15] липня 1892, Казань) — юрист, доктор медицини, фармаколог, професор Казанського університету, дійсний статський радник. Батько Володимира Підвисоцького.

## Біографія
Походив з дворян Борзнянського повіту Чернігівської губернії.
Батько, Йосип Каетанович Підвисоцький (1783—1849) — за походженням з поляків, римсько-католицького віросповідання, офіцер Російської імператорської армії, підполковник.
Мати, Клавдія Георгіївна, уроджена Савицька (1794—1837), походила з козацько-старшинського роду, відомого з кінця 17-го століття, а по жіночій лінії — з козацько-старшинського роду Стороженків. Від батьків успадкувала маєток у селі Максимівка Борзнянського повіту, де і пройшли його дитячі роки.
По закінченні гімназії при Фізико-математичному ліцеї кн. Безбородька в Ніжині вступив у 1838 році на юридичний факультет Київського університету, але незабаром був змушений його покинути через тимчасове закриття університету з політичних причин. Перевівся до Харківського університету, який закінчив у 1842 році зі ступенем кандидата права.
Державну службу розпочав у Харківській казенній палаті, потім служив столоначальником канцелярії попечителя Харківського навчального округу. Далі продовжував службу в Чернігівському губернському комітеті з селянських справ, а з липня 1860 року служив головою Чернігівської межової палати.
Успадкувавши від батька маєток у Максимівці, розвивав там сільськогосподарське виробництво, зокрема, збудував цукровий завод, де вдосконалював процеси виготовлення цукру, став інспектором цукрових заводів Чернігівської губернії. Приймав активну участь в підготовці селянської реформи 1861 року, був депутатом від Борзнянського повіту в підготовчому комітеті зі складання «Проекту Положення про поліпшення та влаштування побуту поміщицьких селян».
У відставку вийшов 3 лютого 1872 року в чині статського радника і оселився в Максимівці, де нетривалий час займався сільським господарством та земськими справами. У 50-річному віці захопився фармакологією, в тому ж році вступив на медичний факультет Дерптського університету (м. Тарту, Естонія). По закінченні університету в 1878 році захистив докторську дисертацію і став працювати асистентом у Фармакологічному інституті при університеті. В 1880 році став приват-доцентом і був відряджений за кордон, де працював в 1883—1884 роках в різних фармакологічних інститутах.
На початку 1880-х років отримав пропозицію зайняти кафедру фармакології в Краківському університеті, але справа не влаштувалася через релігійні причини, бо він був православного віросповідання. У липні 1885 року вчена рада Казанського університету обрала його ординарним професором фармакології на кафедру фармакогнозії. При університеті заснував фармацевтичну лабораторію та фармакогностичний музей із бібліотекою. Провів низку цінних фармакологічних та хімічних досліджень, був автором наукових праць про препарати рослинного походження, редагував підручники та видавав навчальні посібники з фармакології для студентів. За спогадами сучасників був талановитим лектором.. Також вів приватну лікарську практику в своєму домі по вул. Рибнорядській (нині вул. Пушкіна).
За свою наукову та викладацьку діяльність 1 січня 1890 року був нагороджений орденом Святого Станіслава I ступеня з особистою грамотою імператора Олександра III на нього.
Помер у Казані 3 (15) липня 1892 року.

## Сім'я
Дружина, Наталія Миколаївна, уроджена Величко (1830–?) з дворян Прилуцького повіту Полтавської губернії. Шлюб 4 липня 1850 року в Миколаївській церкві села Сорочинці Прилуцького повіту.
Діти:
- Микола Валеріанович Підвисоцький (1851—1902), викладач учительської семінарії, статський радник[19].
- Максиміліан Валеріанович Підвисоцький (1853–до 1912), офіцер РІА, з 1891 року служив у Прикордонній варті, підполковник.[20].
- Олександр Валеріанович Підвисоцький (1858–?), офіцер РІА, капітан, пізніше надвірний радник[19][21].
- Володимир Валеріанович Підвисоцький, (1857—1913).